# Siempre Selena
Albums de Selena
Dreaming of you
(1995)
Singles
1. Siempre hace frio (en)
Sortie : octobre 1996
2. Costumbres (en)
Sortie : janvier 1997

Siempre Selena est le deuxième album posthume de la chanteuse américaine Selena, publié par EMI Latin le 29 octobre 1996. L'album contient principalement des enregistrements inédits et des remixes de contenus déjà publiés. Les chansons de l'album vont d'une Selena de 14 ans sur Soy amiga (1986) à la chanson de la bande originale de Don Juan DeMarco (1995) Siempre hace frio (en). C'est le résultat de l'impact de la mort de Selena en mars 1995. Le père et manager de la chanteuse, Abraham Quintanilla, a commencé à recevoir des demandes de fans de sa musique. Il a redécouvert des cassettes oubliées de chansons que Selena avait enregistrées pour divers projets. Après la mort de la chanteuse, il a déclaré qu'il voulait maintenir l'héritage de la chanteuse en vie et que la reconnaissance publique de Selena était très importante pour lui. L'accueil critique de Siempre Selena a été mitigé, avec des critiques diverses suggérant que l'album était davantage destiné à la base de fans de Selena et qu'aucun titre en particulier ne présentait d'intérêt, tandis que d'autres ont préféré sa diversité et ses chansons remasterisées.
Les détaillants de musique pensaient que ce serait un autre album à « guichets fermés » en raison du succès commercial de Dreaming of you (1995), ainsi que des fortes copies en prévente et des demandes de l'album par les fans, et par les disc-jockeys locaux qui faisaient la promotion de l'album. Les détaillants ont fait état de ventes modestes, tandis que d'autres magasins ont déclaré que les ventes de l'album avaient stagné. Manolo Gonzalez, directeur marketing d'EMI Latin, a expliqué aux médias que la société avait délibérément choisi de ne pas commercialiser Siempre Selena de manière agressive. Un rédacteur en chef de l'Austin American-Statesman a qualifié l'équipe de marketing d'EMI Latin d'« oxymore » dans son plan de marketing. Malgré des ventes léthargiques, l'album a débuté et a atteint la première place du classement Billboard Top Latin Albums et du hitparade Regional Mexican Albums (en) avec 10 500 unités vendues la première semaine. Il a atteint la 82e place du classement Billboard 200. Il est resté numéro un pendant deux semaines consécutives dans le classement des meilleurs albums latinos et pendant quatorze semaines consécutives dans le classement des albums mexicains régionaux. Le single principal, Siempre hace frio, a atteint la deuxième place du classement Billboard Hot Latin Songs et du classement Regional Mexican Songs (en) aux États-Unis, tandis que Costumbres (en) a atteint un sommet dans le top 15. En novembre 2017, la Recording Industry Association of America (RIAA) a certifié l'album triple platine pour des ventes de 300 000 unités aux États-Unis.

## Contexte
En mars 1995, la chanteuse américaine de musique tejano Selena a été tuée par balle par Yolanda Saldívar, son amie et ancienne gérante des boutiques de la chanteuse, Selena Etc.. Au moment de sa mort, la chanteuse travaillait sur un album crossover qui l'aurait propulsée dans l'arène pop américaine. L'impact de la mort de la chanteuse a eu un effet négatif sur la musique latine, son genre — qu'elle avait catapulté sur le marché grand public — a souffert et sa popularité a diminué après la mort de Selena,,. L'album Dreaming of You, prévu pour un crossover, est sorti à titre posthume en juillet 1995, et a débuté et culminé en tête du classement Billboard 200, le premier enregistrement majoritairement en langue espagnole à le faire dans l'histoire du classement,. La sortie de l'album a déclenché une « frénésie d'achat » de tout ce qui se rapporte à Selena parmi les Hispaniques et les Latino-Américains. Le père et manager de Selena, Abraham Quintanilla, a expliqué à Mario Taradell de l'Odessa American qu'« il y a une faim insatiable pour la musique de Selena ». Il a ajouté qu'il recevait constamment des lettres et des appels téléphoniques de fans réclamant la musique de la chanteuse. Après la mort de sa fille, il a commencé à fouiller dans des boîtes et a trouvé « d'autres chansons que Selena a enregistrées et que nous avions oubliées ». Il a expliqué qu'il souhaitait préserver l'héritage de Selena et qu'il était important pour lui que la conscience publique de la chanteuse reste intacte. Le frère de Selena et principal producteur de disques, A. B. Quintanilla, a expliqué sur Biography que les souhaits de Selena étaient que ses fans « ne l'oublient jamais ». Depuis la mort de Selena, sa famille a été critiquée par les fans et les médias pour avoir exploité la chanteuse et cannibalisé son meurtre en sortant plus de musique.

## Chansons
Siempre Selena contient principalement des enregistrements inédits et des remixes de contenus déjà publiés. La chanson la plus ancienne de l'album, Soy amiga, a été enregistrée lorsque Selena avait 14 ans. Mario Taradell l'a qualifiée de « chanson pop latine enjouée » et a constaté que la voix de la chanteuse « est restée intacte mais que la musique a été refaite pour correspondre au son radio d'aujourd'hui ». Chris Riemenschneider, de l'Austin American-Statesman, n'a pas approuvé la version remasterisée de cette chanson, la qualifiant de « chanson pop cotonneuse » qui manque « de passion ». Avec Soy amiga, d'autres chansons de l'album, dont Como quisiera et Costumbres, ont été publiées avant que Selena ne signe un contrat d'enregistrement avec EMI Latin en 1989. Como quisiera était à l'origine un air tejano et a été remixé en un enregistrement mariachi, tandis que Costumbres de Juan Gabriel a été transformé en un titre « fougueux mais agréable à écouter dans le style cumbia ». Les paroles de Como quisiera parlent d'une fille qui aime profondément un homme qui lui a brisé le cœur. La démo inédite Only love, destinée à être diffusée sur le marché, a été enregistrée en 1990 et mise de côté. Abraham Quintanilla a expliqué à Taradell que la chanson était « trop adulte contemporaine et que nous voulions quelque chose de plus pop ». Taradell l'a qualifiée de « ballade pop sans visage », tandis que les rédacteurs de l'Orlando Sentinel l'ont qualifiée de morceau R&B contemporain sur le fait de « devoir continuer à vivre sans l'homme qu'elle aime ». Taradell a trouvé que A million to one avait « une saveur légèrement sensuelle » en raison de l'introduction du saxophone sur l'enregistrement. Riemenschneider a trouvé que les deux étaient musicalement similaires et qu'il s'agissait de numéros jazz légers qui n'ont pas réussi à faire comprendre que la chanteuse avait un potentiel grand public. Les producteurs de la bande originale de la comédie dramatique romantique de 1995, Don Juan DeMarco, dans laquelle Selena joue une chanteuse mariachi, ont décidé de ne pas y inclure ses enregistrements de Tú sólo tú, El toro relajo et Siempre hace frio. Selon Christopher John Farley du magazine Time, les producteurs qui ont exclu ces chansons ont regretté cette décision après l'impact de la mort de Selena. Les deux dernières ont été incluses dans l'album Dreaming of You, tandis que Siempre hace frio a été ajoutée à la liste des chansons de Siempre Selena. Siempre hace frio, qui est une « chanson mariachi pleine d'âme », décrit en paroles une femme qui veut récupérer son petit ami, bien qu'il soit avec une autre fille. Riemenschneider a qualifié le morceau de « paresseux, mariachi pleurnichard », dans lequel Selena « chante son blues spécial des régions frontalières, mais elle laisse peu de place aux larmes à la fin ». Il a ajouté que « les sceptiques de Selena qui pensent qu'elle était plus une affaire d'image que de talent » devraient l'écouter. Il a écrit que l'animateur Howard Stern, qui s'est moqué de la mort de la chanteuse et de ses proches, fait partie de ces « sceptiques de Selena ».
Des chansons comme No quiero saber, Ya no et Tu robaste mi corazon ont toutes été remixées. La dernière, enregistrée à l'origine en duo avec Emilio Navaira, a été réenregistrée avec Pete Astudillo, ancien membre du groupe Selena y Los Dinos. La version remixée de No quiero saber sur l'album a été remixée au début du mois de mars 1996 pour l'album Voces unidas sur le thème latin des Jeux olympiques d'été de 1996. Elle est entrée dans le classement américain Billboard Hot Latin Songs à la 35e place au cours de la semaine se terminant le 11 mai. Elle a atteint la sixième place la semaine se terminant le 22 juin, tout en atteignant la dixième place une semaine plus tard dans le classement des chansons pop latines. Siempre hace frio est sorti en tant que premier single de l'album en octobre 1996, il a débuté à la 21e place du classement Hot Latin Songs et à la 10e place du classement US Billboard Regional Mexican Songs. Il a atteint la deuxième place du classement Hot Latin Songs et Regional Mexican Songs au cours de sa septième semaine, après que l'album ait fait ses débuts dans le classement Top Latin Albums. Il est resté à la deuxième place du classement des chansons mexicaines régionales pendant trois semaines consécutives, et quatre semaines consécutives à la deuxième place du classement des chansons latines avant de chuter. Costumbres est sorti comme dernier single en janvier 1997, et a débuté à la 24e place du classement Hot Latin Songs dans la semaine se terminant le 25 janvier. Dans sa deuxième semaine, la version de Selena a surpassé la version de la Banda El Recodo dans le classement Hot Latin Songs de la semaine se terminant le 1er février. La semaine suivante, elle a atteint la 15e place. Aux Tejano Music Awards 1997, Siempre hace frio a remporté la récompense de la chanson de l'année, tandis que No quiero saber a remporté la chanson crossover de l'année.

## Accueil
Mario Tarradell du journal Odessa American (en) a qualifié l'album de « scrapbook musical de Selena ». Il en apprécie la diversité, le qualifiant de « plus impressionnant que la plupart des reconditionnements posthumes », essentiellement parce qu'il contient des morceaux inédits. Il pense qu'il a été « programmé pour préparer le blitz médiatique » de la bande originale du film biographique sur Selena. Fred Shuster du Desert Sun (en) a critiqué l'album en le qualifiant de « matériel de seconde zone, au mieux ». Il a qualifié les ballades de l'album de « mornes » et a estimé que l'album était destiné aux « fans qui attendent le film Selena ». Shuster a noté que si l'auditeur a « un faible pour les chansons d'amour lentes [alors] oubliez-le ». En raison des nouveaux mixages et du contenu inédit, Natalia Pignato et Umatilla High du Orlando Sentinel ont déclaré qu'elles « adorent ce CD » et qu'il affiche « le succès aigre-doux d'une promesse non tenue ». Dans un sondage réalisé par News Press en janvier 1997, on a demandé à des DJ's de choisir les dix meilleurs albums qu'ils apporteraient sur une île déserte, Siempre Selena était parmi ceux choisis.
AllMusic a qualifié l'album de « collection posthume de raretés et de chansons moins connues ». Le site web a trouvé que l'album était « intéressant pour les fans dévoués » et a noté qu'il y a « quelques éléments dignes d'intérêt » tout au long de l'enregistrement. Ramiro Burr a écrit dans The Billboard Guide to Tejano and Regional Mexican Music (1999), que Siempre Selena contenait « des pistes vocales [qui] ont été reprises et combinées avec différentes pistes instrumentales ». John Lannert, du magazine Billboard, a qualifié l'album de « collection de titres inédits en anglais et en espagnol », avec ce qu'il a appelé « des numéros latinos anciens retouchés sur le plan sonore ». Paul Verna, également de Billboard, a qualifié l'enregistrement de « bien emballé » et de « sac à main ordinaire [qui contient] des ballades romantiques » qui, selon lui, « plaira certainement à la vaste et fidèle légion de fans de Selena ». Il a constaté que la base de fans de Selena « ne s'est pas lassée des chansons d'amour au rythme lent [comme] Como quisiera et Tu robaste mi corazon ». Chris Riemenschneider a trouvé que l'album « [offrait] un large et impressionnant éventail de musiques pour la plupart inédites de la trop courte carrière de Selena ». Il a estimé qu'il « prouve que [la chanteuse] était la reine de son domaine ».

## Ventes
Le 19 octobre 1996, il a été révélé que Siempre Selena serait disponible dans le commerce le 29 octobre. Les magasins de musique locaux ont signalé que l'intérêt pour l'album remontait à quelques semaines avant sa sortie. Les disc-jockeys tejanos locaux ont encore renforcé l'engouement en prédisant que l'album serait « follement populaire » grâce aux fans de Selena. Les copies en prévente et l'intérêt suscité par l'album ont donné aux détaillants de musique de grands espoirs pour l'enregistrement,. Environ 500 personnes avaient pré-écouté l'album au Hastings Books de Midland, au Texas, la nuit précédant sa mise en vente. Les détaillants de musique ont été sidérés par la stagnation des ventes de l'album et ont déclaré que les ventes étaient modestes. Selon les détaillants de musique du sud du Texas, les ventes de l'album ont été considérablement réduites par rapport à Dreaming of you,,. L'album ne s'est vendu qu'à « une poignée d'exemplaires » dans un magasin Blockbuster Music de San Antonio. Les commerces locaux ont prédit que les ventes allaient éventuellement reprendre vers Noël. Le directeur marketing d'EMI Latin, Manolo Gonzalez, a expliqué que la société avait intentionnellement opté pour un marketing discret par rapport au premier album posthume. Gonzalez a déclaré qu'il voulait être « très conservateur avec cet album » et qu'EMI Latin avait expédié 400 000 unités à travers les États-Unis. Chris Riemenschneider a qualifié EMI Latin et la famille de la chanteuse d'« oxymore » pour leur plan de marketing, ou plutôt pour le manque de marketing de Siempre Selena. Il pense que leur raisonnement derrière cette promotion insignifiante est d'éviter une « surenchère de Selena » avec la bande originale et le biopic qui sont attendus quelques mois plus tard. Il a trouvé que leur décision de faire peu de promotion était une erreur, estimant que l'album était celui que « les gardiens de Selena auraient dû promouvoir [après sa mort] ».
L'album est devenu un succès inattendu, débutant en tête des classements du Billboard US Top Latin Albums et du Regional Mexican Albums avec 10 500 unités vendues dans la semaine se terminant le 23 novembre 1996. Sur le Billboard 200, il a débuté et atteint la 82e place. L'album a également contribué à augmenter les ventes des autres œuvres de Selena, notamment Dreaming of you et Amor prohibido (1994). Après deux semaines à la première place, Siempre Selena a été remplacé par l'album Tango (en) de Julio Iglesias dans la semaine se terminant le 7 décembre. Il a terminé l'année 1996 comme le 44e album latin le plus vendu de l'année, l'autre album de Selena, Dreaming of you est resté le disque le plus vendu de cette année-là. Après 14 semaines consécutives à la première place du classement des albums régionaux mexicains, Siempre Selena a été détrôné par Partiendome el Alma de Grupo Límite (en). Lors de sa 19e semaine, l'album retrouve la première place du classement des albums régionaux mexicains la semaine se terminant le 29 mars 1997, à la suite de la sortie de la bande originale du film biographique Selena. Lors du deuxième anniversaire de la mort de la chanteuse, le 31 mars, les ventes de Siempre Selena ont fait un bond de 48%, restant en tête du classement des albums régionaux mexicains et grimpant au troisième rang du classement des meilleurs albums latins, une position plus élevée que la semaine précédente. L'album est resté numéro un pendant trois semaines supplémentaires avant de perdre la première place la semaine se terminant le 10 mai. Il a ensuite été nommé pour l'album féminin de l'année aux Billboard Latin Music Awards de 1997. Dans son récapitulatif trimestriel des albums latins les plus vendus en 1997, Siempre Selena s'est classé troisième derrière les albums d'Enrique et de Julio Iglesias, respectivement. L'enregistrement a terminé l'année 1997 en tant que quatrième album latin le plus vendu aux États-Unis, tandis qu'il a terminé deuxième sur la liste de fin d'année des Regional Mexican Albums. En décembre 2002, la RIAA a certifié Siempre Selena double platine pour des ventes de 200 000 unités ; son 10e album certifié. Ils ont recertifié l'enregistrement triple platine en novembre 2017.

## Pistes
| Siempre Selena | Siempre Selena                                                                          | Siempre Selena                                                                       | Siempre Selena      | Siempre Selena | Siempre Selena | Siempre Selena | Siempre Selena | Siempre Selena | Siempre Selena |
| No             | Titre                                                                                   | Paroles                                                                              | Producteur          | Durée          |                |                |                |                |                |
| -------------- | --------------------------------------------------------------------------------------- | ------------------------------------------------------------------------------------ | ------------------- | -------------- | -------------- | -------------- | -------------- | -------------- | -------------- |
| 1.             | Siempre hace frio (en) (avec Mariachi Sol de Mexico, non sortie, 1994)                  | Cuco Sánchez                                                                         | José Hernández (en) | 3:15           |                |                |                |                |                |
| 2.             | Only love (en) (non sortie, 1990)                                                       | Robbie Buchanan, Mark Spiro                                                          | K.C. Porter         | 4:12           |                |                |                |                |                |
| 3.             | Soy amiga (précédemment sortie sur Alpha, 1986)                                         | Ricky Vela                                                                           | A. B. Quintanilla   | 3:59           |                |                |                |                |                |
| 4.             | Como quisiera (précédemment sortie sur And the Winner Is..., 1987)                      | A. B. Quintanilla Ricky Vela                                                         | A. B. Quintanilla   | 3:08           |                |                |                |                |                |
| 5.             | A million to one (en) (précédemment sortie sur Munequito de Trapo, 1987)                | Phil Medley                                                                          | A. B. Quintanilla   | 3:21           |                |                |                |                |                |
| 6.             | Costumbres (en) (précédemment sortie sur Dulce Amor, 1988)                              | Juan Gabriel                                                                         | A. B. Quintanilla   | 3:40           |                |                |                |                |                |
| 7.             | Cien años (en) (précédemment sortie sur Preciosa, 1988)                                 | Alberto Cervantes, Rubén Fuentes (en), Simon Gallup, Robert Smith, Laurence Tolhurst | A. B. Quintanilla   | 3:11           |                |                |                |                |                |
| 8.             | Tu robaste mi corazón (avec Pete Astudillo, précédemment sortie sur Selena Live!, 1993) | A. B. Quintanilla, Ricky Vela                                                        | A. B. Quintanilla   | 3:50           |                |                |                |                |                |
| 9.             | Ya no (précédemment sortie sur Amor Prohibido, 1994)                                    | A. B. Quintanilla, Ricky Vela                                                        | A. B. Quintanilla   | 3:41           |                |                |                |                |                |
| 10.            | No quiero saber (en) (précédemment sortie sur Ven Conmigo, 1990)                        | A. B. Quintanilla, Pete Astudillo                                                    | A. B. Quintanilla   | 3:22           |                |                |                |                |                |
| 35:49          |                                                                                         |                                                                                      |                     |                |                |                |                |                |                |

## Crédits
Crédits adaptés des notes de pochette de Siempre Selena.
Chant
- Selena – chant, compositrice
- Rebecca Valdez – chœurs
- Mariachi Sol de Mexico –  chœurs
- Jessie Garcia –  chœurs
- Pete Astudillo –  chœurs

Instruments
- Ismael Espinoza – violon
- Miguel Guzman – violon
- Carlos Rosas – violon
- Jose M. Vargas – violon
- Rafael Garcia – trompette
- Fabian Maltos – accordéon
- Joe Posada – saxophone
- A. B. Quintanilla – bajo sexto, basse
- Ricky Vela – claviers
- Ray Paz – claviers
- Chris Pérez – guitare
- Jesse Garcia – guitare
- Jesse Ybarra – guitare
- Henry Gomez – vihuela mexicaine
- Mateo Garcia – requinto
- Brian « Red » Moore – bajo sexto, basse

Technique et production
- Pete Astudillo – compositeur
- Robbie Buchanan – compositeur
- Alberto Cervantes – compositeur
- Ruben Fuentes – compositeur
- Juan Gabriel – compositeur
- Simon Gallup – compositeur
- Phil Medley – compositeur
- Cuco Sanchez – compositeur
- Robert Smith – compositeur
- Mark Spiro – compositeur
- Laurence Tolhurst – compositeur
- Ricky Vela – compositeur
- A. B. Quintanilla – compositeur, producteur exécutif
- Brian "Red" Moore – ingénieur du son, producteur
- Nelson Gonzalez – superviseur producteur

Visuels et images
- Paul Wenzel – directeur artistique